# CA Mariano Moreno
Club Atlético Mariano Moreno – argentyński klub piłkarski z siedzibą w mieście Junín leżącym w prowincji Buenos Aires.

## Osiągnięcia
- Udział w mistrzostwach Argentyny Nacional: 1982
- Mistrz ligi prowincjonalnej Liga Deportiva del Oeste (23): 1930, 1933, 1940, 1941, 1946, 1947, 1948, 1949, 1951, 1955, 1961, 1966, 1974 Nocturno, 1981 Nocturno, 1981, 1986 Nocturno, 1987, 1990, 1994 Nocturno, 1995 Clausura, 1998 Nocturno, 2001 Nocturno, 2008

## Historia
Klub założony został 20 czerwca 1916 roku i gra obecnie w lidze prowincjonalnej Liga Deportiva del Oeste.